# Поливанова, Мария Семёновна
Мари́я Семёновна Полива́нова (24 октября 1922 — 14 августа 1942) — снайпер 528-го стрелкового полка 130-й стрелковой дивизии 1-й ударной армии Северо-Западного фронта, Герой Советского Союза.

## Биография
Мария Семёновна Поливанова родилась в деревне Нарышкино ныне Алексинского района Тульской области в семье рабочего. Русская.
Образование среднее. Работала в научно-исследовательском институте «Оргавиапром» (ныне — Национальный институт авиационных технологий, НИАТ) в Москве.
С началом Великой Отечественной войны поступила на курсы снайперов. С октября 1941 года в составе 3-й Московской коммунистической дивизии участвовала в сражении под Москвой. С января 1942 года в 528 стрелковом полку (130-я стрелковая дивизия, 1-я ударная армия, Северо-западный фронт). За время службы уничтожила несколько десятков вражеских солдат и офицеров, обучала снайперскому искусству бойцов снайперского взвода.
14 августа 1942 года возле деревни Сутоки Парфинского района Новгородской области вместе со своей подругой Натальей Ковшовой вступила в бой с противником. Бой вели до последнего патрона. Последними гранатами девушки взорвали себя вместе с окружившими их солдатами противника.
Похоронена в деревне Коровитчино Старорусского района Новгородской области.
Звание Героя Советского Союза было присвоено посмертно 14 февраля 1943 года.

## Награды и звание
- Герой Советского Союза (14.02.1943)[3];
- орден Ленина (14.02.1943);
- орден Красной Звезды (13.08.1942)[4].
- медаль «За оборону Москвы» (1.05.1944)

## Память
- Навечно зачислена в списки воинской части.
- Имя Героини носят улицы в Москве, Алексине, Сургуте, Старой Руссе, Марёво, Залучье и Севастополе.

- Скульптура «За Родину». Посвящена подвигу Н. Ковшовой и М. Поливановой. Скульптор: Е. М. Блинова. СССР, 1970-е годы. Ленино-Снегирёвский военно-исторический музей
- Снайперы Мария Поливанова и Наталья Ковшова на марке (почта СССР, 1944 год)